# Steve Delabar
Steven Edward Delabar (ur. 17 lipca 1983) – amerykański baseballista występujący na pozycji miotacza (relief pitchera).

## Przebieg kariery
W czerwcu 2003 został wybrany w 29. rundzie draftu przez San Diego Padres, a kontrakt z organizacją tego klubu podpisał w maju 2004. Zawodową karierę rozpoczął od występów w AZL Padres (poziom Rookie), następnie grał w Eugene Emeralds, gdzie spędził cały sezon 2005 (Class A Short Season). W latach 2006–2007 grał w Fort Wayne Wizards (Class A) i Lake Elsinore Storm (Class A Advanced). W 2008 występował w Fort Wayne Wizards, jednak w maju 2008 został zwolniony z kontraktu przez Padres. W 2008 występował jeszcze w Florence Freedom i Brockton Rox z Canadian American Association of Professional Baseball.
W kwietniu 2011 podpisał kontrakt jako wolny agent ze Seattle Mariners i początkowo grał w klubach farmerskich tego zespołu, między innymi w Tacoma Rainiers (poziom Triple-A). 6 września 2011 został przesunięty do składu Mariners i pięć dni później zadebiutował w Major League Baseball w meczu przeciwko Kansas City Royals, w którym rozegrał jedną zmianę i zaliczył 2 strikeouty. Pierwsze zwycięstwo zanotował 14 września 2011 w meczu z New York Yankees.
W lipcu 2012 w ramach wymiany zawodników przeszedł do Toronto Blue Jays. 13 sierpnia 2012 w dziesiątej zmianie meczu przeciwko Chicago White Sox zaliczył 4 strikeouty i został pierwszym miotaczem w historii MLB, który dokonał tego w dodatkowych inningach. W lipcu 2013 otrzymał najwięcej głosów w ostatecznym głosowaniu kibiców na Mecz Gwiazd. 10 lipca 2013 w spotkaniu z Cleveland Indians zaliczył pierwszy save w MLB, zaś 30 lipca 2013 w meczu z Oakland Athletics został pierwszym w historii klubu zawodnikiem, który wyeliminował trzech pałkarzy po dziewięciu narzutach (immaculate inning).
W kwietniu 2016 podpisał niegwarantowany kontrakt z Cincinnati Reds. W czerwcu 2016 został zawodnikiem Hiroshima Toyo Carp z Nippon Professional Baseball. W styczniu 2017 związał się niegwarantowaną umową z Cleveland Indians. W kwietniu 2017 został zawieszony na 80 meczów, po wykryciu w jego organizmie niedozwolonych środków dopingujących. W lipcu 2017 został zwolniony z kontraktu przez Indians.

## Nagrody i wyróżnienia
| Nagroda/wyróżnienie | Lata | Źródło |
| All-Star            | 2013 | [ 6 ]  |